# Calamus congestiflorus
Calamus congestiflorus är en enhjärtbladig växtart som beskrevs av John Dransfield. Calamus congestiflorus ingår i släktet Calamus och familjen Arecaceae. Inga underarter finns listade i Catalogue of Life.